# Rivages/Mystère
Rivages/Mystère  est une collection de romans noirs et de romans policiers créée en 1988 au sein de la maison d’édition Rivages. Elle permet d'accueillir surtout des romans policiers de détection, des thrillers anglais et des textes historiques du genre qui ne peuvent trouver place dans la collection Rivages/Noir. À partir de 2003, la collection cesse de publier et ses titres-phares sont réédités dans la collection Rivages/Noir. En outre, les titres qui auraient été destinés à Rivages/Mystère endossent le label Rivages/Noir.

## Ouvrages publiés par Rivages/Mystère
| No | Auteur                   | Titre                                                  | Titre original                   | Année de parution dans la collection |
| -- | ------------------------ | ------------------------------------------------------ | -------------------------------- | ------------------------------------ |
| 1  | Stout, Rex               | Le Secret de la bande élastique                        | The Rubber Band                  | 1988                                 |
| 2  | Kotzwinkle, William      | Fata Morgana                                           | Fata Morgana                     | 1988                                 |
| 3  | Stout, Rex               | La Cassette rouge                                      | The Red Box                      | 1988                                 |
| 4  | Marquand, John P.        | À votre tour Mister Moto                               | You Turn, Mister Moto            | 1988                                 |
| 5  | Carr, John Dickson       | En dépit du tonnerre                                   | In Spite of Thunder              | 1988                                 |
| 6  | Stout, Rex               | Meurtre au vestiaire                                   | Over My Dead Body                | 1988                                 |
| 7  | Tey, Josephine           | Le Plus Beau des Anges                                 | To Love and Be Wise              | 1988                                 |
| 8  | Blackwood, Algernon      | John Silence                                           | John Silence                     | 1993                                 |
| 9  | Beeding, Francis         | La Maison du Dr Edwardes                               | The House of Doctor Edwardes     | 1994                                 |
| 10 | Shaffer, Anthony         | Absolution                                             | Absolution                       | 1994                                 |
| 11 | Clouston, Joseph Storer  | La Mémorable et Tragique Aventure de Mr Irwin Molyneux | His First Offence                | 1994                                 |
| 12 | Beeding, Francis         | La Mort qui rôde                                       | Murder in Eastrepps              | 1994                                 |
| 13 | Armstrong, Charlotte     | Le Jour des Parques                                    | The Ballon Man                   | 1995                                 |
| 14 | Davis, Mildred           | Crime et Chuchotements                                 | The Sound of Insects             | 1995                                 |
| 15 | Armstrong, Charlotte     | L’Inconnu aux yeux noirs                               | The Black-Eyed Stranger          | 1995                                 |
| 16 | Davis, Mildred           | Passé décomposé                                        | Walk Into Yesterday              | 1995                                 |
| 17 | Dibdin, Michael          | L'Ultime Défi de Sherlock Holmes                       | The Last Sherlock Holmes Story   | 1995                                 |
| 18 | Beeding, Francis         | Un dîner d'anniversaire                                | Murder Intended                  | 1995                                 |
| 19 | Lecaye, Alexis           | Einstein et Sherlock Holmes                            |                                  | 1996                                 |
| 20 | Davis, Mildred           | Un homme est mort                                      | They Buried A Man                | 1996                                 |
| 21 | Armstrong, Charlotte     | Une dose de poison                                     | A Dram of Poison                 | 1996                                 |
| 22 | Carraud, Jypé            | Tim-Tim-Bois-Sec                                       |                                  | 1996                                 |
| 23 | Cross, Amanda            | En dernière analyse                                    | In The Last Analysis             | 1997                                 |
| 24 | Crofts, F. W.            | Le Tonneau                                             | The Cask                         | 1997                                 |
| 25 | Carraud, Jypé            | Le Squelette cuit                                      |                                  | 1997                                 |
| 26 | Cross, Amanda            | Insidieusement vôtre                                   | A Trap for Fools                 | 1997                                 |
| 27 | Cross, Amanda            | Justice poétique                                       | Poetic Justice                   | 1997                                 |
| 28 | Anthologie               | La Griffe du Chat                                      |                                  | 1997                                 |
| 29 | Futrelle, Jacques        | Treize enquêtes de la machine à penser                 |                                  | 1998                                 |
| 30 | Cross, Amanda            | Une mort si douce                                      | Sweet Death, Kind Death          | 1998                                 |
| 31 | Carraud, Jypé            | Les Poulets de Cristobal                               |                                  | 1998                                 |
| 32 | du Boisgobey, Fortuné    | Le Coup d'œil de Monsieur Piédouche                    |                                  | 1999                                 |
| 33 | Meyer, Kai               | La Conjuration des visionnaires                        | Die Geisterseher                 | 1999                                 |
| 34 | Hoch, Edward D.          | Les Chambres closes du Dr Hawthorne                    | Diagnosis: Impossible            | 1999                                 |
| 35 | Cross, Amanda            | Sur les pas de Smiley                                  | An Imperfect Spy                 | 1999                                 |
| 36 | Owen, Thomas             | L'Initiation à la peur                                 |                                  | 2000                                 |
| 37 | Davis, Mildred           | Mort de quelqu’un                                      | Tell Them What's-Her-Name Called | 2000                                 |
| 38 | Talbot, Hake             | Au seuil de l'abîme                                    | The Rim of the Pit               | 2000                                 |
| 39 | Cross, Amanda            | Le Complexe d'Antigone                                 | The Theban Mysteries             | 2000                                 |
| 40 | Armstrong, Charlotte     | Merci pour le chocolat                                 | The Chocolate Cobweb             | 2000                                 |
| 41 | Davis, Dorothy Salisbury | Au bout des rues obscures                              | Where the Dark Streets Go        | 2001                                 |
| 42 | Siniac, Pierre           | Le Mystère de la sombre zone                           |                                  | 2001                                 |
| 43 | Collins, Max Allan       | Les Meurtres du Titanic                                | The Titanic Murders              | 2001                                 |
| 44 | Dickinson, Peter         | Retour chez les vivants                                | One Foot in the Grave            | 2001                                 |
| 45 | Villemot, Jean-Marie     | Abel Brigand                                           |                                  | 2002                                 |
| 46 | Commings, Joseph         | Les Meurtres de l'épouvantail et autre histoires       |                                  | 2002                                 |
| 47 | Commings, Joseph         | Le Vampire au masque de fer et autres histoires        |                                  | 2002                                 |
| 48 | Hall, Parnell            | Mystère                                                | Cozy                             | 2002                                 |
| 49 | Dickinson, Peter         | La Mort et son frère                                   | Sleep and his brothers           | 2003                                 |
| 50 | De Angelis, Augusto      | L'Hôtel des trois roses                                | L’Albergo delle tre rose         | 2003                                 |